# وادي قورصو
وادي قورصو هو مجرى مائي ينبع من جبال الخشنة ويسري في منطقة القبائل ليصب شرق قورصو ثم في البحر الأبيض المتوسط مرورا بولاية بومرداس.

## الوصف
يُعتبر وادي قورصو من أهم المجاري المائية في المستجمع المائي جنوب مدينتي قورصو وبومرداس في ولاية بومرداس، وتصل مساحة هذا الحوض الهيدروغرافي إلى نحو 50 كيلومتر مربع في جبال الخشنة شرق جبل بوزقزة وشمال «جبل جراح».
وتنحدر الشعاب المكونة لهذا الوادي من ارتفاع 850م من بلديتي قدارة وبني عمران لتواصل مياه هذا الوادي الانحدار مرورا ببلديتي تجلابين وبودواو إلى غاية مصبه في البحر الأبيض المتوسط على الحدود ما بين بلديتي قورصو وبومرداس.
وتساهم الينابيع الجبلية الكثيرة، بالإضافة إلى مياه الأمطار وذوبان الثلوج، في تجميع مياه هذا المجرى المائي الهام في ولاية بومرداس، الذي يحده شرقا وادي مغلدن وغربا وادي بودواو.

## المسار
يمر «وادي قورصو» عبر ولاية جزائرية ساحلية واحدة في جبال الخشنة
| رقم | ولاية بومرداس |
| --- | ------------- |
| 01  | قدارة         |
| 02  | بني عمران     |
| 03  | تيجلابين      |
| 04  | بودواو        |
| 05  | قورصو         |
| 06  | بومرداس       |

## الطرقات
يتقاطع «وادي قورصو» مع العديد من الطرق أثناء مساره.
| رقم | ولاية بومرداس        | الإحداثيات |
| --- | -------------------- | ---------- |
| 01  | الطريق الوطني رقم 5  |            |
| 02  | الطريق الوطني رقم 24 |            |

## التلوث
تضرر وادي قورصو من التلوث المائي والصلب الناتج عن التوسع الحضري لمدينتي قورصو وبومرداس وضاحيتيهما.
وتفاقم تلوث الوادي بعد إنشاء مركز الردم التقني لقورصو الذي أدى إلى تسرب عصارة القمامة في أعماق الأرض لتصل إلى مجرى الوادي، قبل أن تختلط مع مياه الصرف الصحي المتسربة إلى قاعه.
ذلك أن المواد الصلبة والهامدة قد ضيقت قاع مجرى الوادي على طول الحدود ما بين بلديتي تجلابين وبودواو وصولا إلى المصب في البحر الأبيض المتوسط، بالإضافة إلى مياه الصرف الصحي التي حولته إلى مصدر للروائح الكريهة والحشرات الضارة · .
وتم اقتراح إنشاء محطة تصفية مياه هذا الوادي قبل وصولها إلى شاطئ البحر، وذلك على مستوى الحديقة الشاغرة المجاورة لمخيم سوناطراك على الحدود بين بلديتي بومرداس وقورصو.
فهذا التلوث لا يصيب بالضرر فقط القاطنين على ضفتيه من أعالي جبال الخشنة إلى غاية شواطئ البحر الأبيض المتوسط، بل يؤدي إلى إصابة المصطافين بالأمراض الجلدية بسبب المياه الملوثة في ولاية بومرداس السياحية بامتياز.
فقد غمرت المياه الملوثة القادمة من وادي قورصو خلال شهر أوت 2018م مساحة واسعة من شاطئ قورصو الكبير بما اضطر المصطافين لمغادرة المكان بسبب الروائح الكريهة وخطورة المياه الملوثة المختلطة بمياه البحر على جلودهم وصحتهم.

## الفيضانات
تتسبب مياه الأمطار القادمة من أعالي بلديتي تجلابين وبودواو، بالإضافة إلى تلك المتجمعة في بلديتي قورصو وبومرداس، في فيضان وادي قورصو خلال الفصل الماطر، وتؤدي أحيانا إلى غرق بعض أحياء مدينة قورصو، ويعود سبب الفيضان في ردم قنوات صرف مياه الأمطار بالأتربة والحجارة.
وقد شهد مجرى هذا الوادي فيضانات متكررة خلال فصول ماطرة متتالية بأحياء بلدية قورصو أدت إلى تسجيل مستويات عالية لارتفاع منسوب مياه الأمطار بما تسبب في شلل حركة التنقل.
وجراء ذلك يتخوف سكان بلدية قورصو على الخصوص من وقوع فيضان مفاجئ بأحيائهم الواقعة بمحاذاة هذا الوادي من جهة عند أولى زخات الأمطار الخريفية كل عام، وكذلك لسوء تهيئة هذه الأحياء غير المطابقة للمعايير من جهة أخرى.
فهم يترقبون في كل فصل شتاء نسبة منسوب المياه في وادي قورصو تخوفا من فيضانه عليهم في أي لحظة بما يؤدي إلى غرقهم داخل مساكنهم، وقد يلجأ بعضهم إلى مغادرة بيوتهم في أيام تساقط الأمطار بغزارة خاصة بعد تعرضهم لأكثر من مرة لفيضانات أدت إلى تدخل أعوان الحماية المدنية خلال السنوات الماضية، على غرار فيضان نوفمبر 2007م · .
وسبب هذه المعاناة راجع إلى التوسع الحضري لمدينة قورصو نحو الشرق والشمال الشرقي أين تتميز التربة الفلاحية بكونها غير نافذة للماء، بما يجعل كل المياه المتدفقة في وادي قورصو تفيض على قاطني الأحياء الجديدة لما يرتفع منسوبها، كما حدث في شهر ديسمبر 2009م.
كما أن سوء تهيئة هذه الأحياء الجديدة المستحدَثة بسبب الأتربة والردوم وبقايا أشغال البناء التي يتم تركها في طرقات هذه التوسعات العمرانية تساهم في انسداد قنوات الصرف إن وُجِدَتْ بما يفاقم من مخلفات الفيضان المفاجئ لوادي قورصو.

## التهيئة
تم الشروع في تهيئة جزئية لمجرى وادي قورصو ابتداء من شهر سبتمبر 2018م حينما فاضت مياهه الملوثة على شاطئ قورصو الكبير بما أدى إلى توقف توافد المصطافين عليه.
وأدى التحقيق البيئي على ضفتي الوادي إلى اكتشاف استعمال المياه الملوثة في سقي حقول المزروعات والبيوت البلاستيكية غرب مجراه في عز فصل الصيف، بالإضافة إلى تسربات مركز الردم التقني بقورصو.
كما اكتشف محققو الدرك الوطني الجزائري وجود مقاولات عديدة أنشأت تجمعات سكنية ضخمة شرق مدينة قورصو، ولم يتم ربط هذه البنايات بشبكات الصرف الصحي، بل صارت تصرف مياهها الملوثة الخطيرة مباشرة في الوادي، في مخالفة صارخة للقوانين · .
وجاء مشروع تهيئة الوادي قصد الكشف عن كل القنوات والمصادر غير القانونية التي تصب مياه الصرف الصحي مباشرة في الوادي دون تطهير ولا معالجة.

### مواضيع ذات صلة
- المجاري المائية في الجزائر
- قائمة أنهار الجزائر
- وزارة الموارد المائية الجزائرية
- نظام مائي للوديان
- نظام مطري للوديان
- الأطلس التلي
- جبال الخشنة
- ولاية بومرداس
- قائمة شواطئ الجزائر
- قائمة شواطئ العالم
- السياحة في الجزائر
- قائمة أهم المعالم السياحية في العالم

### وصلات خارجية
- وكالة حماية ساحل ولاية الجزائر
- وزارة الموارد المائية الجزائرية
- موقع ولاية بومرداس

### فيديوهات
- تلويث "وادي قورصو" لشواطئ البحر بين بلديتي بومرداس وقورصو خلال شهر جويلية 2019م على يوتيوب.
- مصب "وادي قورصو" في البحر بين بلديتي بومرداس وقورصو خلال شهر جويلية 2018م على يوتيوب.
- مصب "وادي قورصو" شرق "شاطئ قورصو الكبير" خلال شهر جويلية 2018م على يوتيوب.